# Nudo de fricción Farrimond

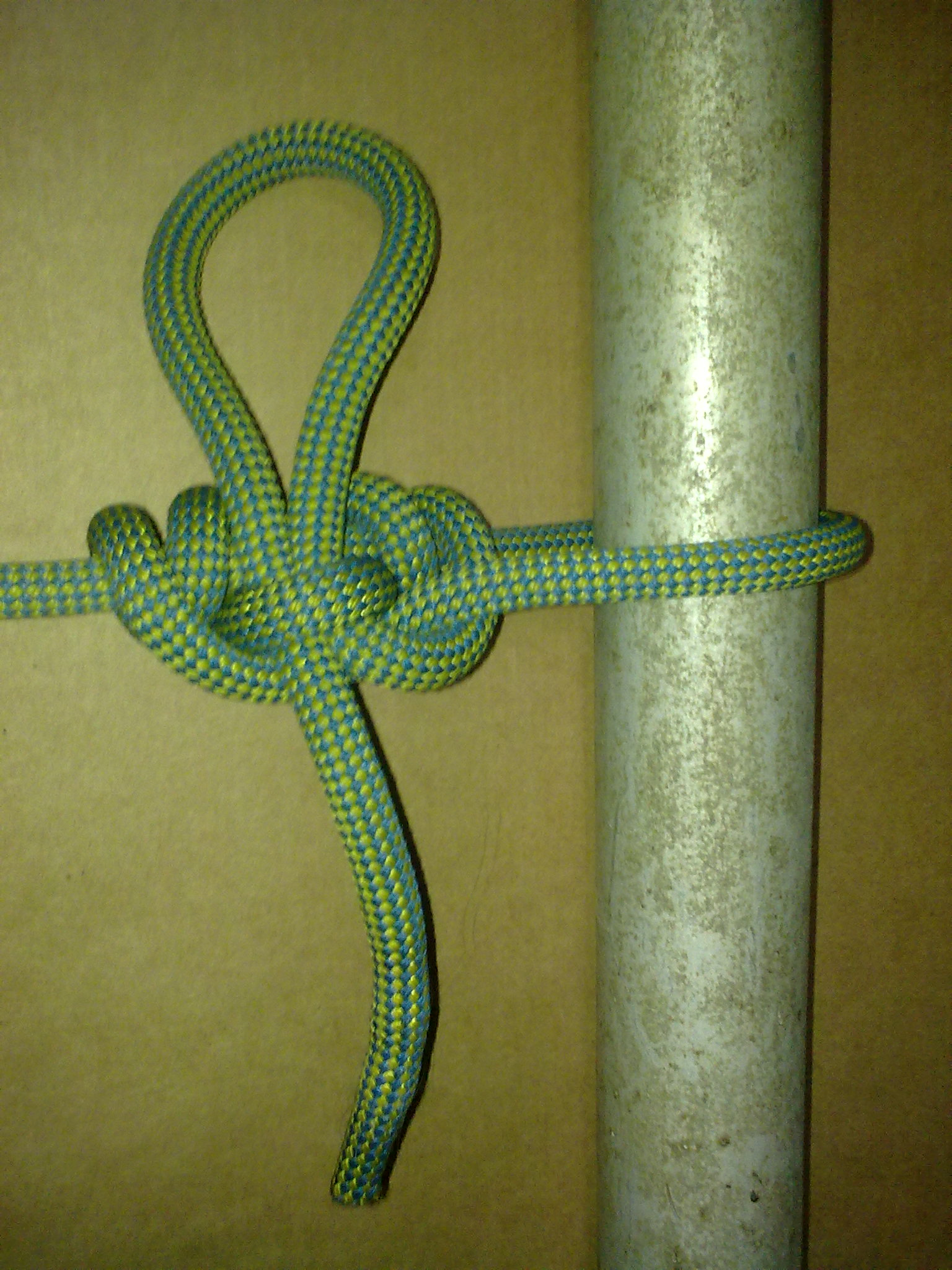
Fotografía de un nudo de fricción de Farrimond.

El nudo de fricción Farrimond es un nudo de tipo fricción fácilmente desarmable, apropiado para cuerdas que trabajan bajo tensión. Es útil cuando la longitud de la soga debe ser ajustada con cierta regularidad para mantener o ajustar la tensión a la vez que es de realización rápida y es fácil de desarmar; como por ejemplo, al tender una línea para fijar un toldo. 

## Historia
La primera presentación de la que se tenga registro de este nudo la realizó el actor británico Barry Farrimond en el 2008 durante una demostración en el Yellow Wood Bush Camp, Gales.

## Atado
El diagrama que se muestra a continuación explica la secuencia para su atado, el punto verde representa un punto fijo tal como un árbol o poste al cual se fija el cordel. Luego de pasar un extremo por debajo del punto de fijación, realizar un lazo que luego es colocado sobre el cordel tal como se muestra en la fig. 1. Una vez completado el paso previo tomar el lazo y envolverlo alrededor de la línea (siguiendo las direcciones indicadas por las flechas rojas) hasta llegar a la situación que se muestra en la fig. 4. Luego tomar el extremo del cordel y crear un lóbulo (nudo) en él. Seguir la flecha roja de la fig 4 que muestra como el loop se desliza por debajo y a través del hueco de la soga para armar el sistema rápido de desarmado. Una vez que el nudo ha sido ajustado debe ser capaz de resistir una carga importante sobre la línea a la vez que es fácil de ajustar y se lo puede desarmar rápidamente. 